# Линдберг, Юнас
Юнас Кеийо Антти Линдберг (швед. Jonas Keijo Antti Lindberg; род. 24 марта 1989, Гётеборг) — шведский футболист, нападающий клуба ГАИС.

## Клубная карьера
Является воспитанником клуба «Фальчёпинг». Взрослую карьеру начал за «Шёвде» в первом дивизионе. В начале июля 2010 года был близок к переходу в «Дегерфорс», но в середине месяца перешёл в ГАИС, с которым заключил контракт до конца года. 24 июля дебютировал в чемпионате Швеции в игре с «Отвидабергом», появившись на поле на 90-й минуте вместо Кеннета Густафссона. В марте 2012 года на правах аренды перешёл в «Варберг», выступающий в Суперэттане. Первоначально срок аренды был до середины сезона, но в августе был продлён ещё на полгода. В декабре 2012 по окончании аренды расторг контракт с ГАИС.
В марте 2013 года Линдберг подписал контракт с «Юнгшиле» из Суперэттана. В его составе провёл три сезона. В конце 2015 года перебрался в Норвегию, где присоединился к «Сарпсборгу» по двухлетнему контракту. В его составе впервые сыграл 13 марта 2016 года в матче первого тура чемпионата Норвегии с «Хёугесунном». Первый мяч забил 17 июля во встрече с «Лиллестрёмом». В кубке страны 2017 года «Сарпсборг» дошёл до финала, где уступил тому же «Лиллестрёму» (2:3). Линдберг вышел на поле 86-й минуте, но помочь своей команде не смог.
В феврале 2018 года вернулся в ГАИС. Уже через полгода в августе перешёл в «Сириус», выступающий в Алльсвенскане. За клуб провёл 33 матча и забил четыре мяча. В ноябре 2020 года покинул команду.
Первую половину 2021 года находился без клуба, поддерживая форму на тренировках с ГАИС. В середине июля, после открытия трансферного окна, подписал с клубом контракт до конца года. По результатам сезона ГАИС проиграл в стыковых матчах и вылетел в первый дивизион. Несмотря на понижение, Линдберг продлил контракт с клубом. Через год он вместе с командой вернулись в Суперэттан, а ещё спустя сезон заняли вторую строчку в турнирной таблице и вышли в Алльсвенскан. В декабре 2023 года нападающий подписал новое однолетнее соглашение.

## Достижения
Сарпсборг 08
- Финалист кубка Норвегии: 2017